# 高洲村
高洲村（たかすむら）は静岡県の中部、志太郡に属していた村である。現在の藤枝市南部、藤枝駅の東側一帯にあたる。

## 地理
- 河川：瀬戸川、栃山川

## 歴史
- 1889年（明治22年）4月1日 - 町村制の施行により、築地上村、築地下村、高柳村、大新島村、与左衛門新田、兵太夫新田が合併して発足。
- 1955年（昭和30年）3月31日 - 藤枝町（大覚寺上・大覚寺下を除く）、青島町、稲葉村、大洲村、葉梨村と合併して藤枝市が発足。同日高洲村廃止。

## 経済

### 産業
農業
『大日本篤農家名鑑』によれば高洲村の篤農家は、「増田牧司、杉井金次郎、杉井長左衛門、深田俊三、池田喜代蔵、鈴木龍一郎、池上甚平、増田孝一、青島喜重、石上重市郎、青島藤右衛門、外村萬太夫」などである。

## 交通

### 鉄道路線
- 静岡鉄道
  - 駿遠線
    - 高洲駅

上記のほか、日本国有鉄道東海道本線が村域内を通過している。現在は東海道新幹線が旧村域を通過しているが、当時は未開業。

### 道路
- 田沼街道